# Jonas Mendes
Jonas Mendes (sinh ngày 20 tháng 11 năm 1989) ở Bissau, là một cầu thủ bóng đá người Guiné-Bissau thi đấu ở vị trí thủ môn cho Black Leopards, tuy nhiên anh có thể chơi ở vị trí tiền đạo. Anh từng là cầu thủ của đội tuyển quốc gia Guiné-Bissau trong 5 năm.